# Бахрейнско-эмиратские отношения
Бахрейнско-эмиратские отношения — двусторонние дипломатические отношения между Бахрейном и Объединёнными Арабскими Эмиратами. Отношения между двумя странами очень близкие и дружелюбные. ОАЭ имеет посольство в Манаме, а Бахрейн имеет посольство в Абу-Даби. Обе страны являются частью Персидского залива и расположены в непосредственной близости друг к другу, а также входят в Совет сотрудничества арабских государств Персидского залива.

## История
Обе страны имеют общую историю: с XIX века входили в состав Британской империи. После согласия Великобритании предоставить независимость семи эмиратам Ближнего Востока, которыми сейчас являются современные ОАЭ, Бахрейн и Катар, они начали вести переговоры по формированию независимого политического союза.

## Послы
В настоящее время послом Бахрейна в ОАЭ является Мохаммед бин Хамад Аль Saqer Моавда, в то время как нынешний посол ОАЭ в Бахрейне Мохаммед Султан Аль Сувайди.